# Штедтке, Герберт
Герберт Штедтке (нем. Herbert Städtke, 17 марта 1931 года, Магдебург — 11 января 2008) — военно-морской деятель ГДР, в 1979—1990 годах командир 6-й пограничной бригады охраны побережья, контр-адмирал (1984 год).

## Биография
Из семьи слесаря. После окончания школы в 1947—1950 годах учился на слесаря. В 1950—1953 годах был студентом Ростокского университета. 1 ноября 1953 года вступил в ряды Морской Народной полиции, предшественницы ВМС ГДР. В 1953—1956 годах был курсантом Офицерской военно-морской школы в Штральзунде (Seeoffizier-Lehranstalt in Stralsund), которая позже стала Высшей Офицерской Школой ВМС имени Карла Либкнехта. В 1956 году Штедтке стал членом СЕПГ. В 1956—1957 годах командовал кораблём в составе 7-й флотилии, а в 1958—1959 годах — в составе 6-й прибрежной пограничной бригады (6. Grenzbrigade Küste). Впоследствии вся карьера Штедтке оказалась тесно связанной с этой бригадой. В 1959—1962 годах он служил в штабе 6-й пограничной бригады. В 1962 году руководил командирским наблюдательным пунктом (Ltr.Gefechts-stand) 6-й пограничной бригады. В 1963—1966 годах проходил обучение в Военной Академии ННА им. Фридриха Энгельса в Дрездене. В 1966—1967 годах был руководителем оперативного подотдела штаба 6-й пограничной бригады. В 1967—1979 годах служил заместителем командира и начальником штаба 6-й прибрежной пограничной бригады. 1 декабря 1979 года Штедтке наконец сам стал командиром 6-й прибрежной пограничной бригады, сменив на этом посту капитана цур Зее Генриха Йордта. 1 марта 1984 года Штедтке получил звание контр-адмирала. 30 сентября 1990 года он был уволен в отставку.

## Избранные награды
- Орден За заслуги перед Отечеством в бронзе
- Военный орден За заслуги перед Народом и Родиной в золоте

## Воинские звания
Контр-адмирал — 1 марта 1984 года